# زیدورپه
زیدورپه (به هلندی: Zuiddorpe) یک منطقهٔ مسکونی در هلند است که در ترنئوزن واقع شده‌است. زیدورپه ۸۹۵ نفر جمعیت دارد.